# Formel 3000 1996
Formel 3000-säsongen 1996 kördes över tio omgångar. Jörg Müller blev mästare, efter en kontroversiell avslutning på Hockenheimring, då svensken Kenny Bräck blev diskvalificerad för en kollision med Müller.

## Delsegrare
| Datum        | Bana              | Vinnande förare    |
| ------------ | ----------------- | ------------------ |
| 11 maj       | Nürburgring       | Kenny Bräck        |
| 27 maj       | Pau               | Jörg Müller        |
| 21 juli      | Enna-Pergusa      | Marc Goossens      |
| 27 juli      | Hockenheimring    | Kenny Bräck        |
| 18 augusti   | Silverstone       | Kenny Bräck        |
| 24 augusti   | Spa-Francorchamps | Jörg Müller        |
| 14 september | Magny-Cours       | Marc Goossens      |
| 21 september | Estoril           | Ricardo Zonta      |
| 28 september | Mugello           | Ricardo Zonta      |
| 12 oktober   | Hockenheimring    | Christophe Tinseau |

## Slutställning
| Placering | Förare             | Poäng |
| --------- | ------------------ | ----- |
| 1         | Jörg Müller        | 52    |
| 2         | Kenny Bräck        | 49    |
| 3         | Marc Goossens      | 28    |
| 4         | Ricardo Zonta      | 27    |
| 5         | Marco Guieros      | 20    |
| 6         | Christophe Tinseau | 18    |
| 6=        | Tom Kristensen     | 18    |